# Max Bill

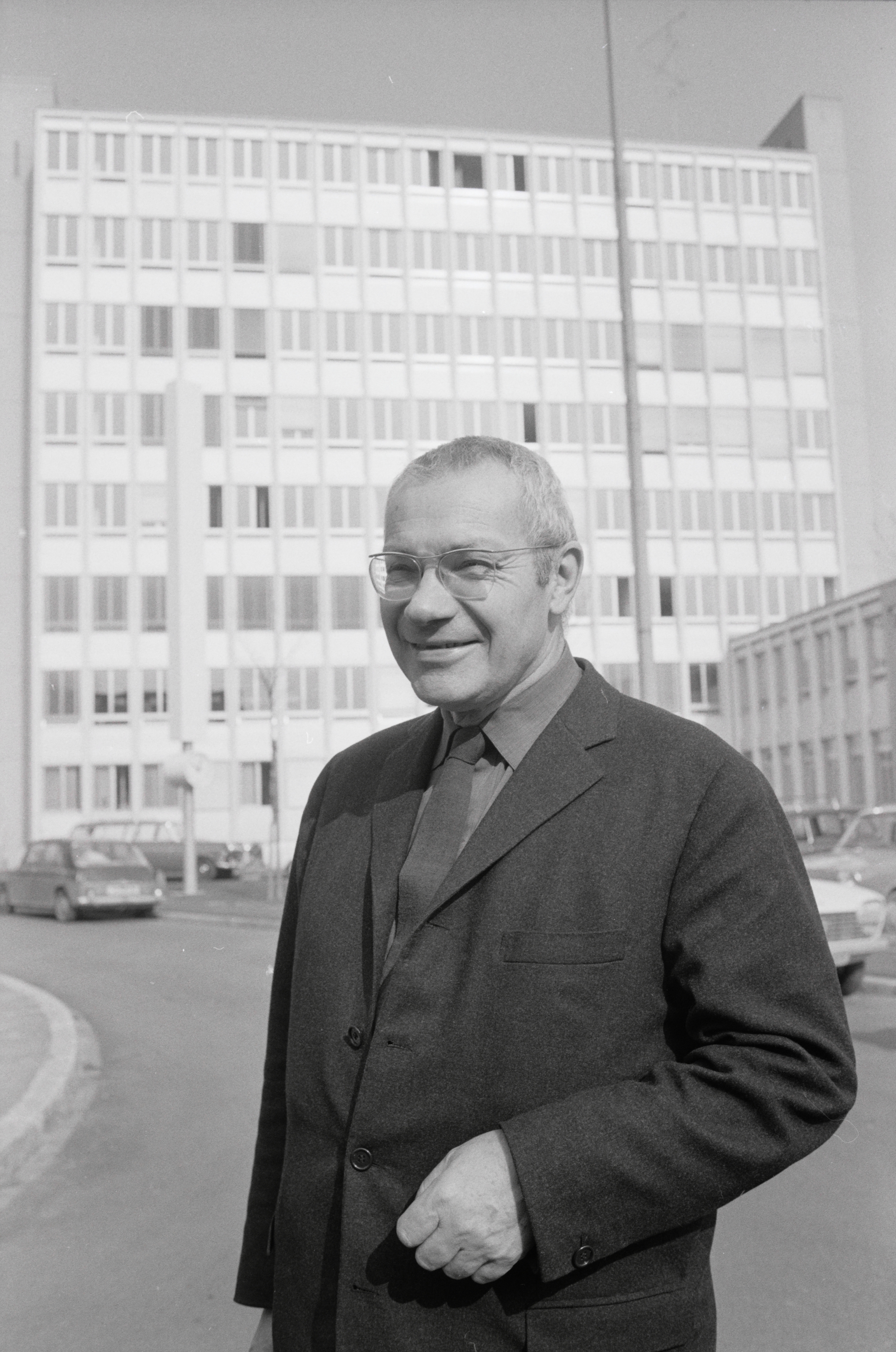
Max Bill 1970.

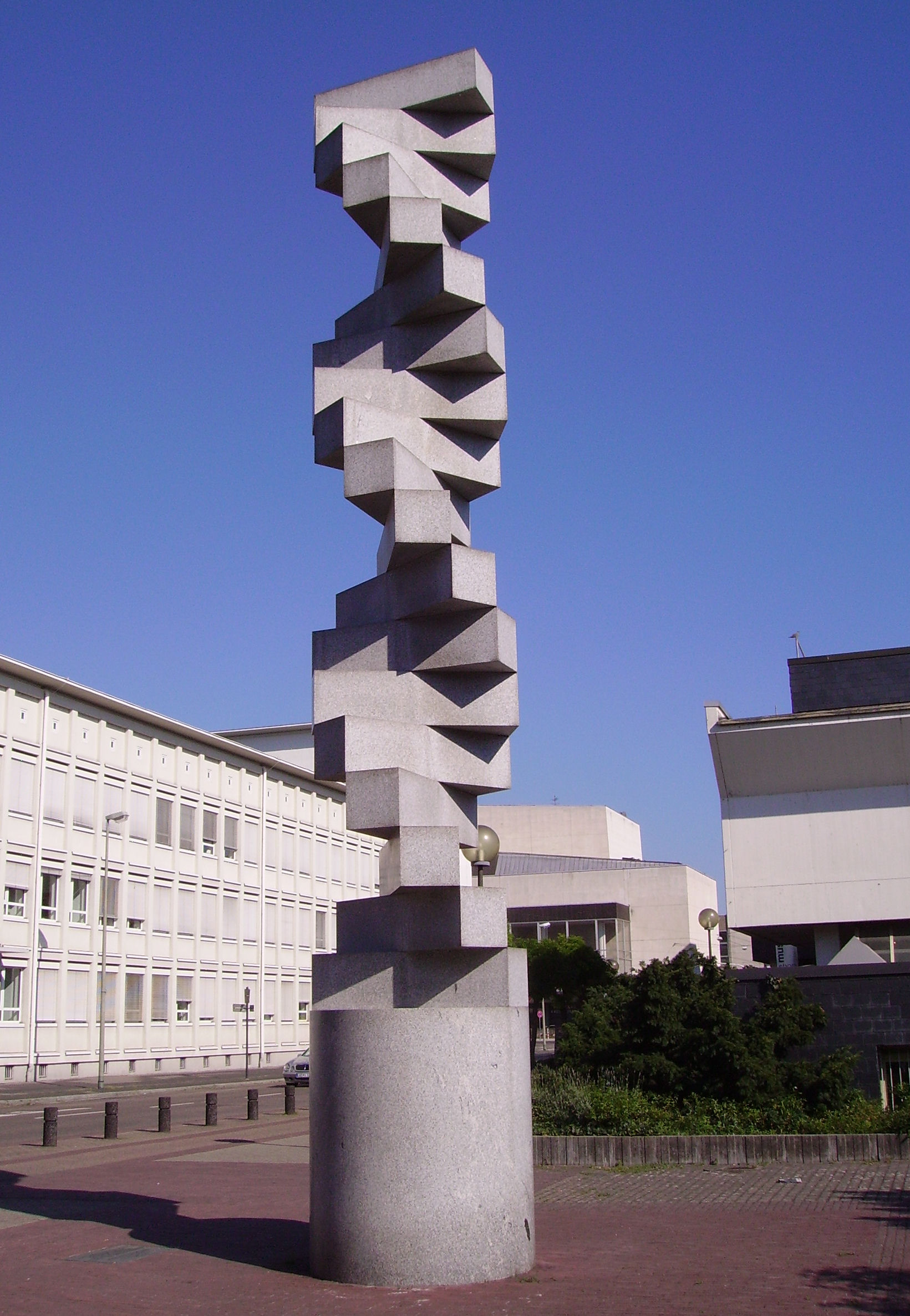
Trappa utan slut i Ludwigshafen, 1991.

Max Bill, född 22 december 1908 i Winterthur i Schweiz, död 9 december 1994 i Berlin, var en schweizisk arkitekt, skulptör, målare och industridesigner. Han gav också ut ett flertal böcker om konst och arkitektur.

## Biografi
Efter att under åren 1924-27 ha varit praktikant som silversmed I Zürich, började han studera vid Bauhaus i Dessau. Under åren 1927-29 hade han som lärare bland andra Wassily Kandinsky, Paul Klee och Oskar Schlemmer. Efter studierna flyttade han till Zürich och att efter en tid ha arbetat med grafisk design för de få moderna byggnader som uppfördes, byggde han ett eget hus och ateljé 1932-33 i Zürich-Höngg.

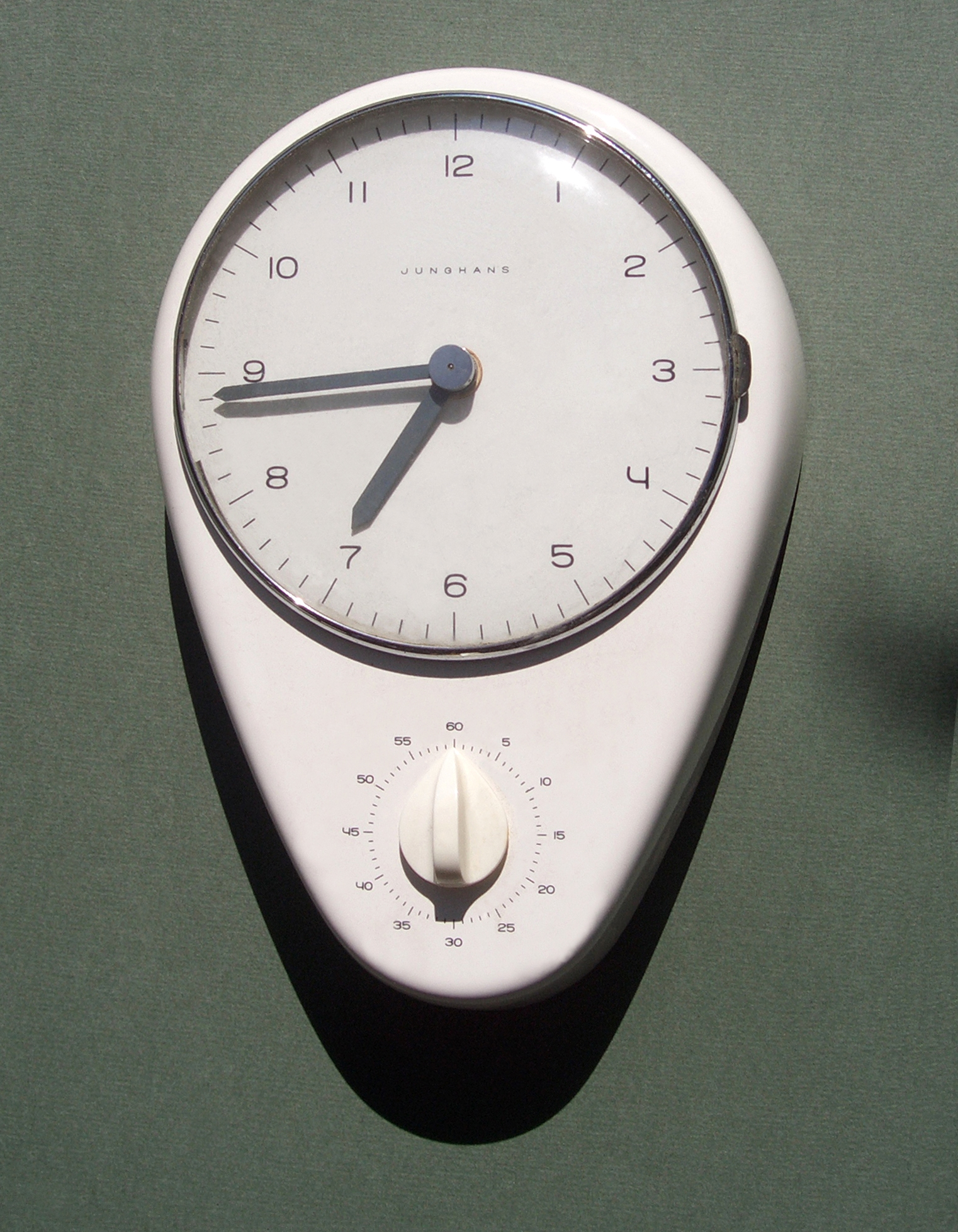
Junghans väggur, av Max Bill

Max Bill är allmänt ansedd som den person, som haft störst inflytande inom schweizisk design från början av 1950-talet och framåt. Hans verk som industridesigner karaktäriseras av klarhet i form och precisa proportioner. Exempel på detta är de klockor han format åt Junghans, som var en långvarig samarbetspartner.
Som målare företrädde han en nonfigurativ, rent geometrisk stil, där bildens spänning skapas av kontrasten mellan de rena färgerna. Även hans skulpturer har en enkel form och söker ofta återge en ändlös rytmisk rörelse i rummet.
År 1944 utnämndes Bill till professor vid konstskolan i Zürich och efter andra världskriget grundade han tillsammans med Inge Aicher-Scholl och Otl Aicher Hochschule für Gestaltung i tyska Ulm, en arvtagare till Bauhaus. Åren 1951-56 var han skolans rektor. Han var även arkitekt för skolans byggnader. Skolans verksamhet pågick till 1968 och blev bland annat känd för att använda semiotik i undervisningen.
Max Bill var professor vid Staatliche Hochschule für Bildende Künste i Hamburg åren 1967-74 och 1973 blev han associerad medlem av Kungliga flamländska akademin för vetenskap och konst  i Bryssel. År 1976 blev han medlem av Akademie der Künste i Berlin.

## Utställningar
Max Bills internationella erkännande bekräftas av de utställningar han haft, av vilka nämnas
- Staempfli Gallery, New York City (1963), den första i USA
- Kunsthaus, Zürich (1968 – 69)
- Albright-Knox Art Gallery, Buffalo (1974)
- Los Angeles County Museum of Art (1974)
- Salomon R. Guggenheim Museum, New York City (1988)